# Os Livros das Homilias
Os Livros das Homilias (1547, 1562 e 1571) são dois livros de trinta e três sermões que desenvolvem as doutrinas reformadas da Igreja Anglicana em maior profundidade e detalhe do que nos Trinta e Nove Artigos de Religião. O título da coleção é Certos Sermões ou Homilias Nomeados para Leitura nas Igrejas.

## Visão Geral
Durante o reinado de Edward VI e, posteriormente, durante o reinado de Elizabeth I, Thomas Cranmer e outros reformadores ingleses viu a necessidade de ensinar as congregações locais teologia e pratica. Antes da reforma Inglesa, a liturgia era conduzida inteiramente em latim, onde as pessoas comuns ouviam passivamente, exceto duas vezes por ano durante a Comunhão, quando apenas o pão consagrado era administrado. Como os pastores, vigários e curadores muitas vezes careciam da educação e da experiência necessária para escrever sermões e muitas vezes não estavam familiarizados com a doutrina reformada, eruditos e bispos escreveram uma coleção de sermões para eles, que foram designados para serem lidos todos os domingos e dias santos. A leitura das homilias na igreja ainda é obrigatória nos termos do Artigo XXXV dos Trinta e Nove Artigos.
Muitos dos sermões são exortações diretas a ler as escrituras diariamente e levar uma vida de oração e fé em Jesus Cristo; os outros trabalhos são tratados acadêmicos longos destinados a informar os líderes da igreja em teologia, história da igreja, queda do Império Bizantino e heresias da Igreja Católica Romana. Cada homilia é fortemente anotada com referências às sagradas escrituras, aos Pais da Igreja e outras fontes primárias.
A homilia mais longa é o segundo livro, "Sobre o perigo da idolatria". Com cerca de 120 páginas impressas em várias partes, descreve a história daquilo que são consideradas práticas religiosas falsas, cada uma das quais afirma ter acabado por levar a observâncias idólatras. A primeira delas foi a controvérsia iconoclasta que causou um cisma entre as igrejas ocidentais e orientais e, finalmente, a hostilidade de Roma àquelas partes da cristandade que não estavam sob autoridade papal.
As homilias também contêm muitas grafias históricas, baseadas na Vulgata e na Septuaginta, de nomes bíblicos como Noé e Esay para Isaías. Eles também contêm alguns exemplos interessantes de linguagem arcaica, como " mummish massing ", que significa mímica cômica para caracterizar a Missa Latina, que as Homilias representam como se fosse uma espécie de performance teatral do padre, na qual as pessoas estavam simplesmente espectadores, ao invés do povo unido ao sacerdote na adoração a Deus. [ citação necessária ]
A versão dos Artigos da Igreja Episcopal endossa o conteúdo das Homilias, mas diz que suspende a ordem de lê-las até que possam ser atualizadas. Nenhuma atualização foi feita.

## História e conteúdo

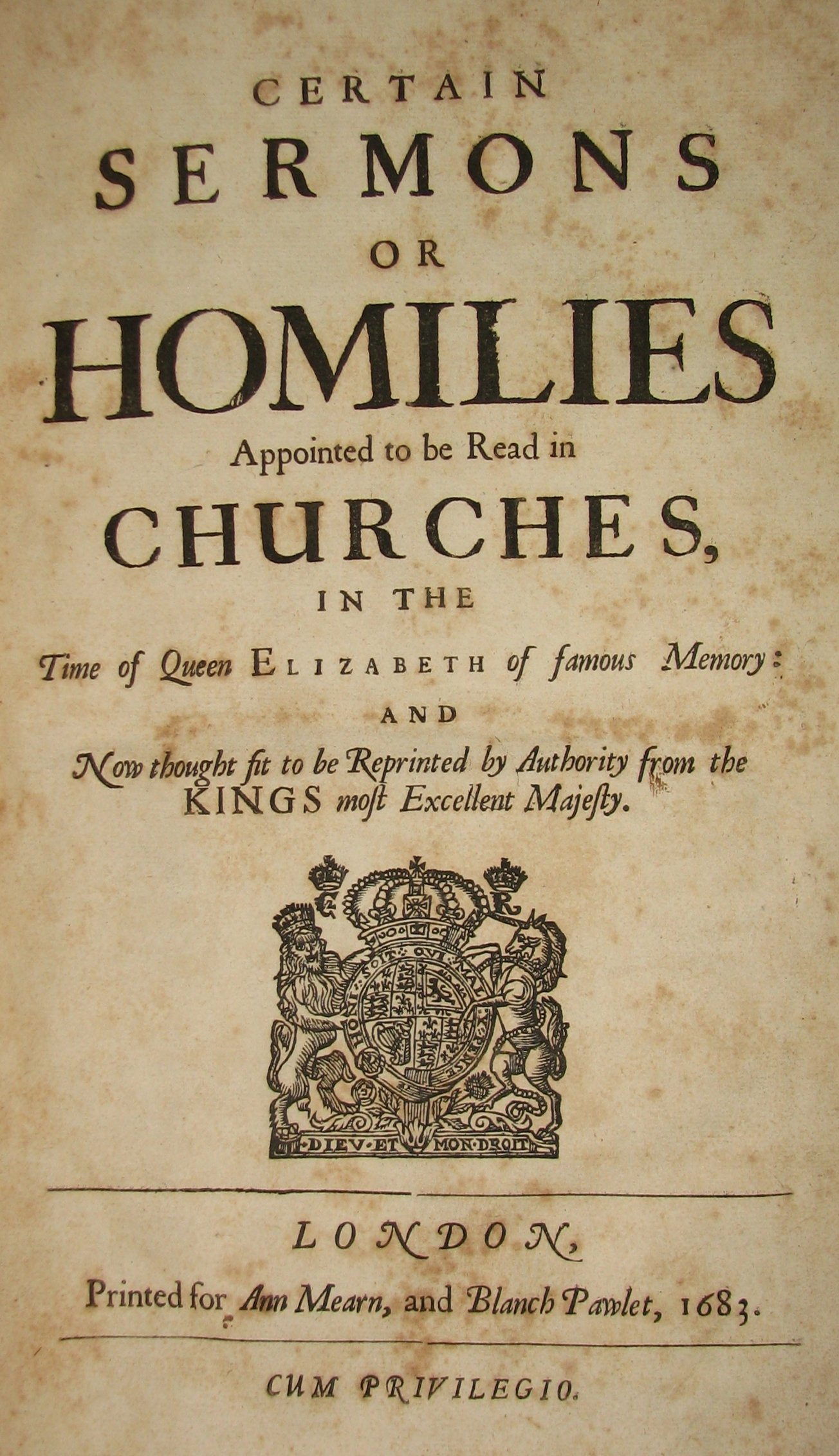
Capa da edição reimpresso em 1683.

### Primeiro Livro de Homilias
O 'Livro Antigo' das homilias contém doze sermões e foi escrito principalmente por Cranmer. Eles se concentram fortemente no caráter de Deus e na Justificação pela fé e foram totalmente publicados em 1547. As homilias são:
```
   I. Uma exortação frutífera à leitura das Sagradas Escrituras. 
  II. Da miséria de toda a humanidade. 
 III. Da salvação de toda a humanidade. 
  IV. Da fé verdadeira e viva. 
   V. De boas obras. 
  VI. De amor e caridade cristãos. 
 VII. Contra palavrões e perjúrios. 
VIII. Do declínio de DEUS. 
  IX. Uma exortação contra o medo da morte. 
   X. Uma exortação à obediência. 
  XI. Contra a prostituição e o adultério. 
 XII. Contra conflitos e contendas. 
```

### Segundo Livro de Homilias
O 'Segundo Livro' contém vinte e um sermões e foi escrito principalmente pelo bispo John Jewel. Foi totalmente publicado em 1571. Estes são mais práticos em sua aplicação e se concentram mais em viver a vida cristã. O título era O Segundo Tomo dos Homiléticos: dos assuntos prometidos e intitulados na parte anterior dos Homiléticos. Estabelecido pela autoridade da Queenes Maiestie: e para ser lido em todas as igrejas de Paris, de forma agradável (2ª ed. Na qual o número 21 foi adicionado; Imprinted in London: In Poules Churchyarde, de Richarde Iugge, e Iohn Cawood, impressoras da Queenes Maiestie). Este volume inclui:
```
   I. Uma exortação frutífera à leitura das Sagradas Escrituras.
  II. Da miséria de toda a humanidade. 
 III. Da salvação de toda a humanidade. 
  IV. Da fé verdadeira e viva. 
   V. De boas obras. 
  VI. De amor e caridade cristãos. 
 VII. Contra palavrões e perjúrios.
VIII. Do declínio de DEUS.
  IX. Uma exortação contra o medo da morte. 
   X. Uma exortação à obediência. 
  XI. Contra a prostituição e o adultério. 
 XII. Contra conflitos e contendas. 
```